# Alan T. Peacock
Sir Alan Turner Peacock (* 26. Juni 1922 in Ryton-on-Tyne; † 2. August 2014 in Edinburgh) war ein britischer Volkswirt.

## Leben
Im Zweiten Weltkrieg war Peacock als Nachrichtenoffizier der Royal Navy tätig. Er diente auf verschiedenen Schiffen und arbeitete an der Dekodierung von Morsezeichen der deutschen U-Boot-Flotte und Luftwaffe. Für seine Verdienste wurde er mit dem Distinguished Service Cross ausgezeichnet.
Als Wirtschaftswissenschaftler war Peacock ab 1947 an der London School of Economics and Political Science tätig. Ab dem Jahr 1956 übernahm er eine Professur für Wirtschaftswissenschaften an der Universität Edinburgh. Von 1962 bis 1978 arbeitete er an der Universität York, wo er das Department of Economics (heute Department of Economics and Related Studies) gründete. Von 1980 bis 1984 fungierte Peacock als Vizekanzler der Universität Buckingham.
Von 1971 bis 1973 war Peacock ein Mitglied der Royal Commission on the Constitution.
In den 1980er Jahren war er ein führender Protagonist der Kulturökonomie. Als Margaret Thatcher die Rundfunkgebühr abschaffen und die BBC werbefinanzieren wollte, wurde Peacock als Vorsitzender des Committee on the Financing of the BBC eingesetzt. Das Peacock-Komitee war seit 1923 das 10. Komitee, welches sich mit der Fortentwicklung des britischen Rundfunksystems auseinandersetzte.
Der Bericht des Komitees wurde im Juli 1986 veröffentlicht. Eine Werbefinanzierung der BBC wird darin abgelehnt. Aufgrund des Berichts blieb die BBC von den ursprünglich beabsichtigten Reformen der Thatcher-Regierung verschont. Im Jahr 1985 gründete Peacock den Think Tank David Hume Institute mit Sitz in Edinburgh. Peacock hat etwa 30 Bücher verfasst, darunter auch vier autobiografische Bände. 1979 wurde er zum Mitglied (Fellow) der British Academy gewählt. Seit 1989 war er Mitglied der Royal Society of Edinburgh.

## Werke (Auswahl)
- mit Jack Wiseman: The Growth of Public Expenditure in the United Kingdom. National Bureau of Economic Research Number 72, 1961
- Public Choice Analysis in Historical Perspective. Press Syndicate of the University of Cambridge, 1992
- The Political Economy of Economic Freedom. Edward Elgar, Cheltenham, 1997